# Stanisław Karnkowski

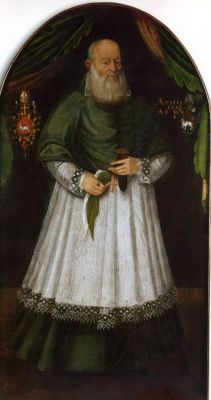
Als Bischof von Chełm

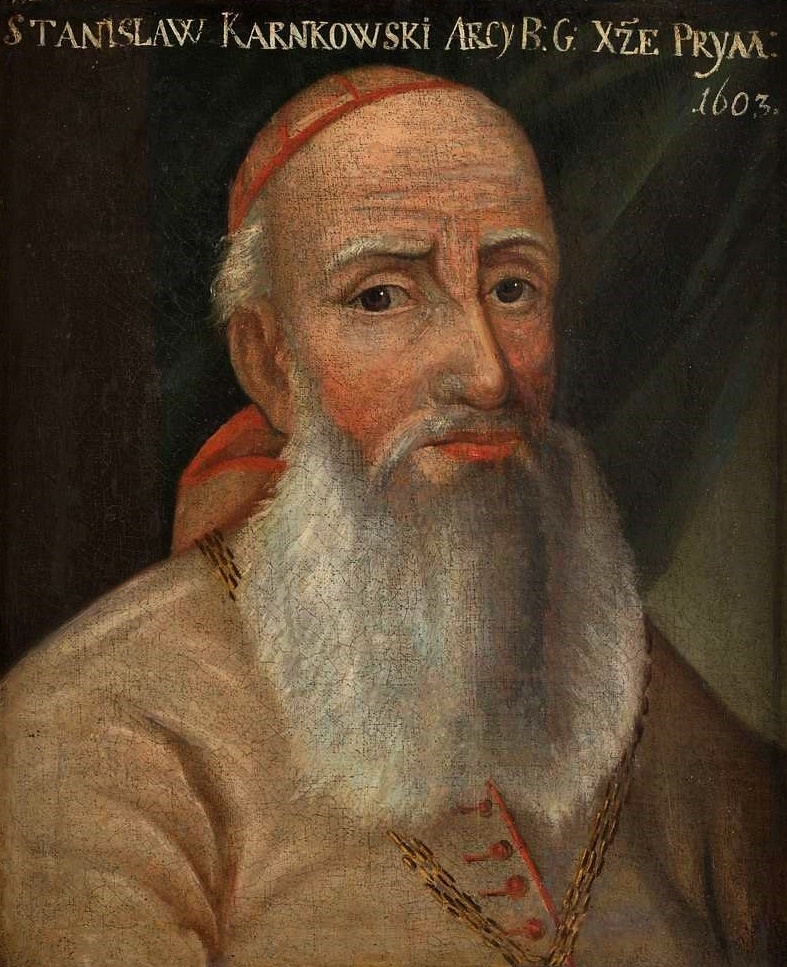
Primas Stanisław Karnkowski (Porträt 1603)

Stanisław Karnkowski (* 10. Mai 1520 in Karnków; † 8. Juni 1603 in Łowicz) war von 1567 bis 1580 Bischof von Kujawien und seit 1581 Erzbischof von Gniezno und damit Primas von Polen. Er hat maßgeblich zur Rekatholisierung Polens beigetragen.

## Leben
Er studierte zwischen 1539 und 1549 in Krakau, Padua und Wittenberg. Er promovierte in Padua zum Doctor iuris utriusque.
Seit 1550 war er Sekretär des Bischofs von Chełm. Im Jahr 1555 wechselte er als Sekretär in den Dienst des Königs Zygmunt II. August. Im Jahr 1558 wurde er Kronreferendar. Kurze Zeit wechselte er als Kanoniker in Gnesen in die kirchliche Laufbahn. Er wurde 1567 Bischof von Kujawien mit Sitz in Włocławek. Ein Jahr später rief er eine Reformsynode ein mit dem Ziel die Prinzipien des Konzils von Trient einzuführen. Als erster Bischof gründete er 1569 in Włocławek ein geistliches Seminar in Polen.
Nach dem Tod von Zygmunt II. August hat er sich während des ersten Interregnums für Henri de Valois ausgesprochen. Nach dessen Absetzung hat er sich im zweiten Interregnum für Stefan Báthory eingesetzt.
Seit 1581 war er Erzbischof von Gnesen und damit Primas von Polen. Als solcher hat er die polnische Bibelübersetzung des Jesuiten Jakub Wujek gefördert.
Nach dem Tod des Königs Báthory 1586 und dem erneuten Interregnum amtierte er als Interrex (Polen) und leitete damit in der Übergangszeit den Staat. Bei der bevorstehenden freien Wahl unterstützte Karnkowski den späteren König Zygmunt III. August Wasa, weil er als strenger Katholik galt.
Als Erzbischof gründete er mit dem Ziel der Gegenreformation weitere Priesterseminare in Kalisz und Gniezno. Er hat mehrere Synoden einberufen und förderte den Jesuitenorden. Auch als Prediger und Autor sowie als Diplomat war er im gegenreformatorischen Sinn tätig. Als Primas war er maßgeblich an der Rekatholisierung von Polen-Litauen beteiligt.